# Charqui

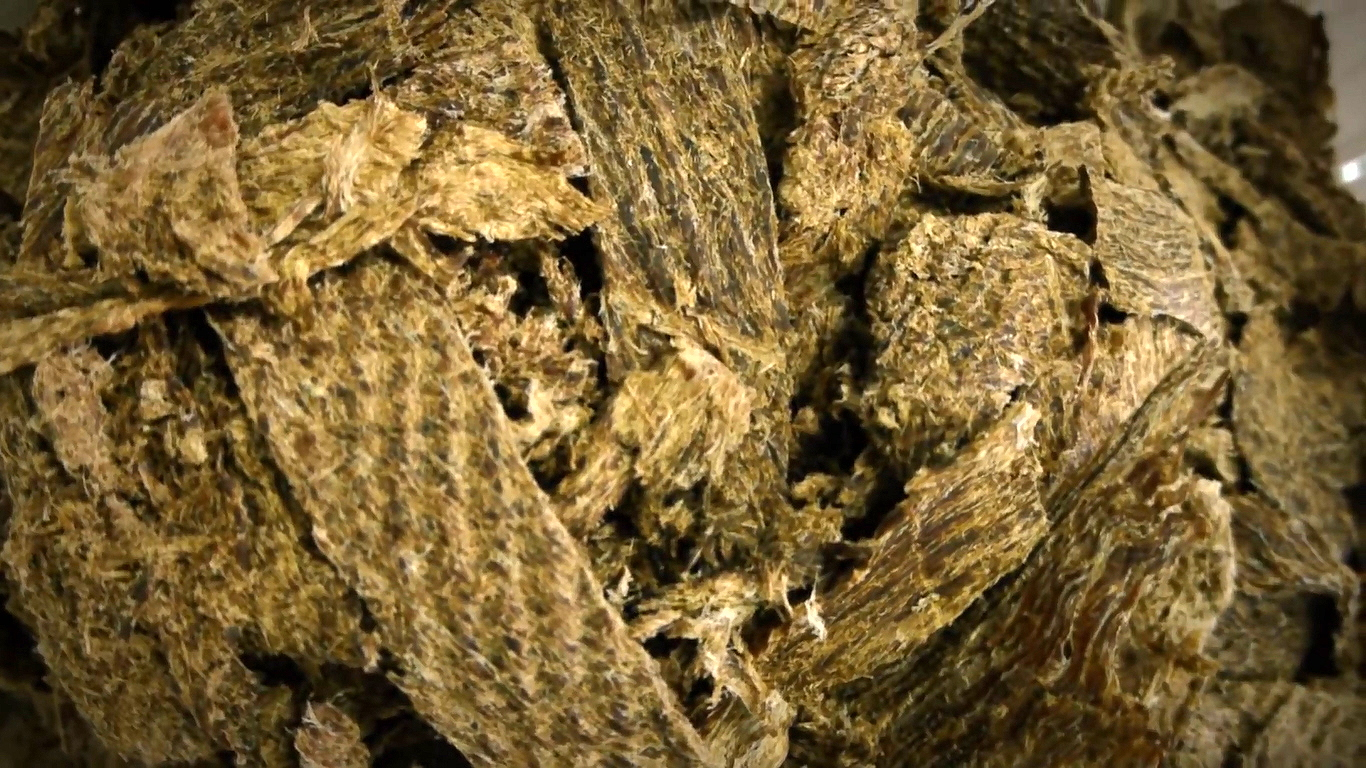
Charqui.

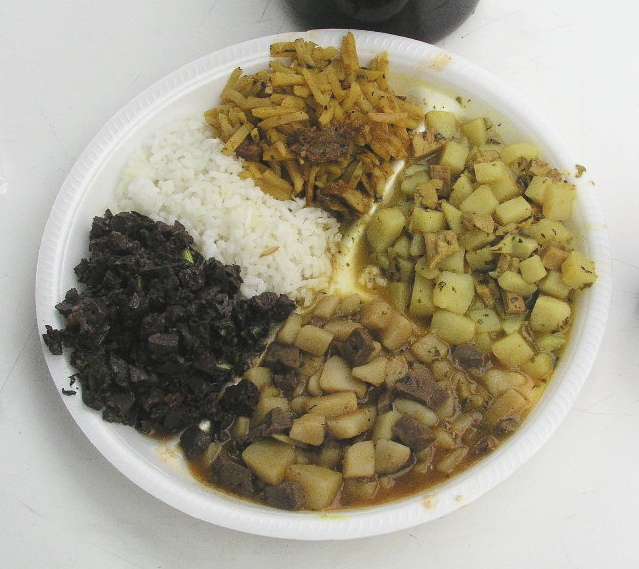
Mondongo, plat péruvien composé de cau-cau, olluquito avec charqui, riz et sangrecita.

Charqui ou charque est un type de viande séchée et salée commune en Amérique du Sud, particulièrement au Chili, au Pérou, en Uruguay, en Bolivie et au Brésil. La viande utilisée est habituellement de cheval, lama ou bœuf. La viande est traitée de cette façon pour pouvoir être conservée longtemps. Elle est vendue industriellement sous le nom de charqueadas ou saladeros en Uruguay.
Les Incas stockaient du charqui de lama dans les tambos (sorte d'auberge) pour que les voyageurs aient quelque chose à manger sur les chemins incas. Les Incas utilisaient l'air sec et froid des montagnes et les forts rayons du soleil pour sécher la viande et produire du charqui.
Le charqui peut être consommé sans aucune préparation ou peut être mangé en ragoût, réhydraté comme ingrédient principal de la farce des empanadas. Cette viande se mange frite accompagnée de manioc dans l'Est bolivien.

## Charquekan(en Bolivie)
En Bolivie, le charquekan est un charqui accompagné de maïs, de pommes de terre (chuño), d'œufs et de fromage.